# Identification des marquages UIC pour le matériel moteur
 (septembre 2022).
La mise en forme du texte ne suit pas les recommandations de Wikipédia : il faut le « wikifier ».
Les points d'amélioration suivants sont les cas les plus fréquents. Le détail des points à revoir est peut-être précisé sur la page de discussion.
- Les titres sont pré-formatés par le logiciel. Ils ne sont ni en capitales, ni en gras.
- Le texte ne doit pas être écrit en capitales (les noms de famille non plus), ni en gras, ni en italique, ni en « petit »…
- Le gras n'est utilisé que pour surligner le titre de l'article dans l'introduction, une seule fois.
- L'italique est rarement utilisé : mots en langue étrangère, titres d'œuvres, noms de bateaux, etc.
- Les citations ne sont pas en italique mais en corps de texte normal. Elles sont entourées par des guillemets français : « et ».
- Les listes à puces sont à éviter, des paragraphes rédigés étant largement préférés. Les tableaux sont à réserver à la présentation de données structurées (résultats, etc.).
- Les appels de note de bas de page (petits chiffres en exposant, introduits par l'outil «  Source ») sont à placer entre la fin de phrase et le point final[comme ça].
- Les liens internes (vers d'autres articles de Wikipédia) sont à choisir avec parcimonie. Créez des liens vers des articles approfondissant le sujet. Les termes génériques sans rapport avec le sujet sont à éviter, ainsi que les répétitions de liens vers un même terme.
- Les liens externes sont à placer uniquement dans une section « Liens externes », à la fin de l'article. Ces liens sont à choisir avec parcimonie suivant les règles définies. Si un lien sert de source à l'article, son insertion dans le texte est à faire par les notes de bas de page.
- La présentation des références doit suivre les conventions bibliographiques. Il est recommandé d'utiliser les modèles {{Ouvrage}}, {{Chapitre}}, {{Article}}, {{Lien web}} et/ou {{Bibliographie}}. Le mode d'édition visuel peut mettre en forme automatiquement les références.
- Insérer une infobox (cadre d'informations à droite) n'est pas obligatoire pour parachever la mise en page.

Pour une aide détaillée, merci de consulter Aide:Wikification.
Si vous pensez que ces points ont été résolus, vous pouvez retirer ce bandeau et améliorer la mise en forme d'un autre article.
L'identification des marquages UIC pour le matériel moteur est une norme pour identifier les locomotives, principalement en Europe. Depuis début 2007 les locomotives ou autres matériels ferroviaires moteurs ont reçu un marquage à 12 chiffres. Ce marquage est régi par l'Organisation intergouvernementale pour les transports internationaux ferroviaires (OTIF) et la Spécification technique d'interopérabilité (STI) de l'Union Européenne, et plus spécifiquement l'Agence de l'Union européenne pour les chemins de fer et sa division CR OPE TSI (Conventional Rail OPErations Technical Specification for Interoperability). Ce marquage est identifiable non seulement en Europe mais aussi en Asie et en Afrique (voir Liste des codes pays UIC).
Un numéro complet est un Numéro Européen de Véhicule et comprend un code à 12 chiffres comme défini dans le code UIC 438-3, marquage d'identification pour le matériel moteur. Les 2 premiers chiffres sont le code du type, le 3e et 4e indiquent le pays d'origine (où le train est enregistré), les chiffres 5 à 11 sont définis par le pays concerné, et le 12e est un chiffre de sécurité basé sur la formule de Luhn. Viennent ensuite l'abréviation du pays d'origine et le propriétaire du véhicule.
l'EU CR OPE TSI a imposé au 1er août 2008 à ce que tous les engins soient enregistrés et marqués du code. Les matériels déjà numérotés en interne n'étaient pas affectés, mais beaucoup de pays les en ont équipés.

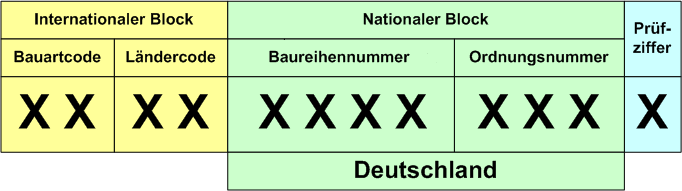
Classification UIC pour l'Allemagne.

## Section internationale

### Code type
Le premier numéro est '9'
Si le 2e chiffre décrit le type d'engin, le code suivant est obligatoire:
| 90 | Autres (matériel moteur non classifié, exemple : locomotive à vapeur) |
| 91 | locomotive électrique                                                 |
| 92 | Locomotive Diesel                                                     |
| 93 | Automotrice électrique (grande vitesse) [motrice ou remorque]         |
| 94 | Automotrice électrique (basse vitesse) [motrice ou remorque]          |
| 95 | Automotrice Diesel [motrice ou remorque]                              |
| 96 | remorque spéciale                                                     |
| 97 | Locomotive de manœuvre électrique                                     |
| 98 | Locomotive de manœuvre diesel                                         |
| 99 | spécial                                                               |

Les codes ci dessus ont été modifiés par rapport à ceux stipulés dans le code UIC 438-3 par l'ERA CR OPE TSI; elle a été corrigée le 22 Janvier 2012 pour y inclure des modifications plus récentes.

### Code du pays
Voir Liste des codes pays UIC

## Bloc national

### Allemagne
Un registre du matériel moteur régit le code, établi par l'Office fédéral des chemins de fer (Eisenbahnbundesamt ou EBA), qui inclut également le matériel tracté. Les chiffres de 5 à 8 sont 4 chiffres pour le numéro de série et de 9 à 11 pour le numéro unique d'engin.
Pour les engins déjà existants dans le parc de la Deutsche Bahn (DB), a choisi des chiffres 5 à 8 qui ne modifiaient pas le code de sécurité : modification qui n'a du être faite que pour les voitures équipées de moteurs. Pour les nouveaux engins, comme la série 1214 d'Alstom mise en service en 2008, ce n'est pas valable. Malgré le fait qu'elles soient numérotées série 262 en interne, leur numéro a été attribué en rapport avec le numéro de série du constructeur.
Étant donné que tous les engins devaient être enregistrés, des matériels qui n'avaient jamais fait partie de la DB a ont été ajoutés. Ils ont été enregistrés avec de nouvelles classes par l'EBA, et cela en se différenciant de la classification de la DB. Ce qui a causé des erreurs, parce que les classes sont maintenant généralement en 4 chiffres (chiffres 5 à 8) qui n'indiquent plus le type d'engin, maintenant sur les deux premiers chiffres.
Exemple:
Avec les 3 derniers chiffres, les séries "0128" pouvaient apparaitre comme des locomotives électriques. Cependant, la numérotation indique "98", ce qui indique un locotracteur diesel. La classification à 3 chiffres "3xy" or "2xy" précédemment utilisée par la DB ne fait pas partie de cette nouvelle numérotation. Ces numéros sont donc obsolètes, affichés uniquement avec l'ancienne numérotation de la compagnie.
Les engins qui utilisent à la fois leur réseau et celui de la DB sont regroupés sous la même numérotation, la seule différentiation possible est l'abréviation du propriétaire. Un avantage de ce système est sa simplicité, en effet, même si l'engin change de propriétaire, la numérotation reste la même: seule la mention de son propriétaire doit changer. Pour les modifications lourdes, la numérotation peut changer.

### Italie
En Italie c'est le document ANSF 04658/09 paru le 17 août 2009 par l'ANSF (Agenzia Nazionale per la Sicurezza delle Ferrovie), qui maintient le RIN (Registro Immatricolazione Nazionale). Selon ce document, les chiffres 5 à 11 servent à la numérotation, le 5e étant le type de véhicule.
| Chiffre | Signification                                            |
| ------- | -------------------------------------------------------- |
| 0       | Non spécifé                                              |
| 1       | Engin en traction uniquement                             |
| 2       | engin moteur avec cabine                                 |
| 3       | engin moteur avec cabine, et compartiment(s) 1ère classe |
| 4       | engin moteur avec cabine, et compartiment(s) 2nde classe |
| 5       | Traction uniquement et compartiment(s) 1ère classe       |
| 6       | Traction uniquement et compartiment(s) 2nde classe       |
| 7       | Cabine et compartiment(s) 1ère classe                    |
| 8       | Cabine et compartiment(s) 2nde classe                    |
| 9       | Inutilisé                                                |

Les 3 chiffres suivants correspondent à la série ('Gruppo' en Italien) et les 9 à 11 correspondent à la numérotation unique de chaque engin.
La méthode pour définir et séparer les chiffres diffèrent selon les opérateurs.
Par exemple, la Class 66 a été enregistrée en Grande-Bretagne:
GB 9 2 70 0 066246-4, avec le numéro "66246" souligné, et sans le code du propriétaire.
On retrouve fréquemment le soulignage de la numérotation nationale de l'engin pour une meilleure compréhension.

## Chiffre de sécurité
Ce chiffre est calculé par rapport aux chiffres 1 à 11 avec l'algorithme de Luhn. C'est dérivé de la somme des nombres, que l'on multiplie alternativement par 2, et c'est le complément à la dizaine supérieure qui crée le chiffre de sécurité (par exemple voir numérotation des wagons).

## Code de Keeper
Pour chaque opérateur qui ajoute ses engins, un code doit être libre à travers toute l'Europe, séparé du nombre. Ce code alphanumérique Code Keeper (VKM) est alloué à chaque opérateur par la CR OPE TSI. Cette liste est indiquée ci dessous (ce code sera différent si l'engin est loué).

## Exemple

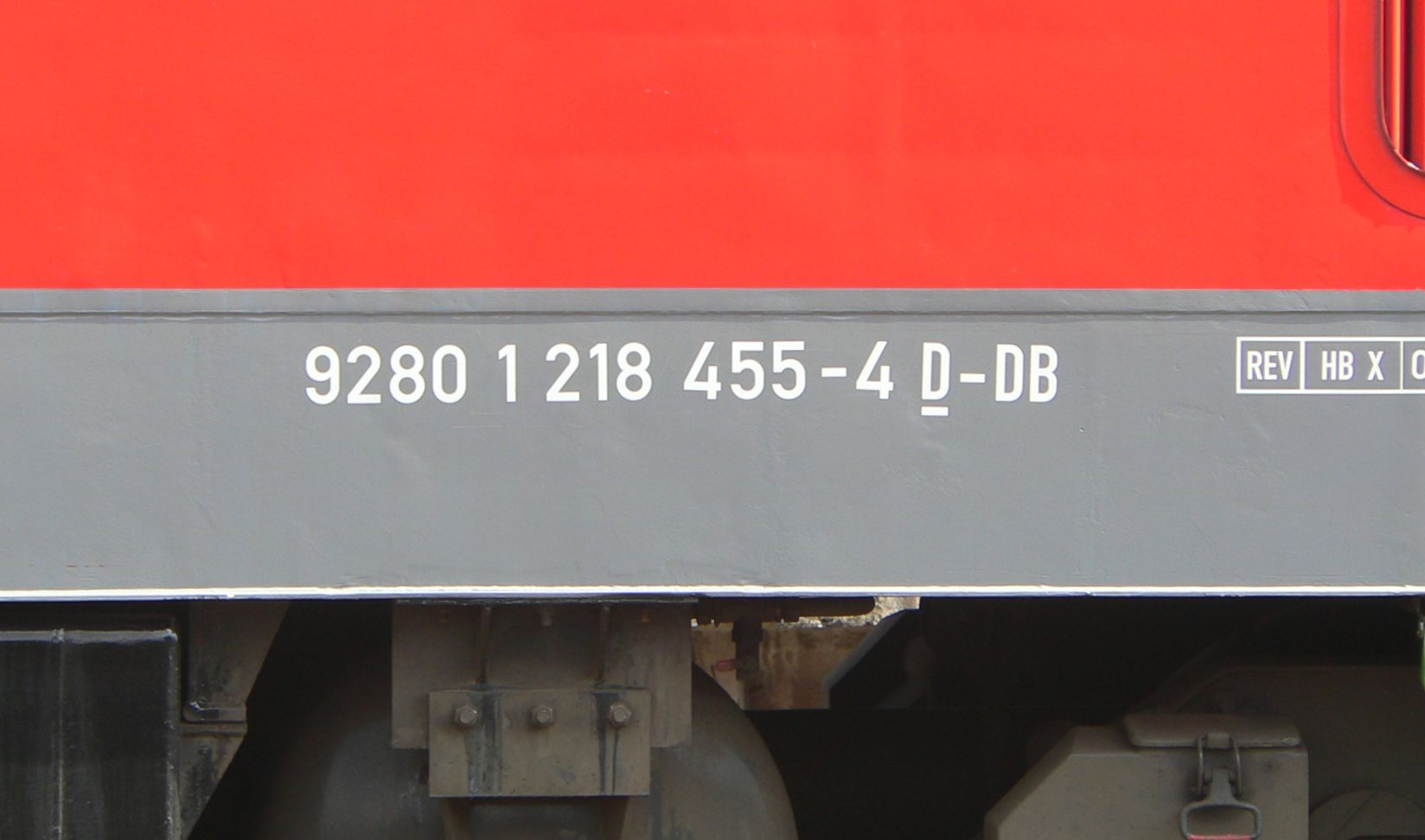
Exemple d'un code UIC

| Signification de 92 80 1218 455-4 D-DB | Signification de 92 80 1218 455-4 D-DB                                  |
| -------------------------------------- | ----------------------------------------------------------------------- |
| 92                                     | le type, ici locomotive diesel, avec une vitesse max de 100 km/h        |
| 80                                     | le pays, ici l'Allemagne                                                |
| 1218                                   | le type selon l'Office fédéral des chemins de fer, ici une DB série 218 |
| 455                                    | la série                                                                |
| 4                                      | le chiffre de sécurité                                                  |
| D-DB                                   | le code Keeper, ici la Deutsche Bahn.                                   |

## Systèmes d'identification antérieurs

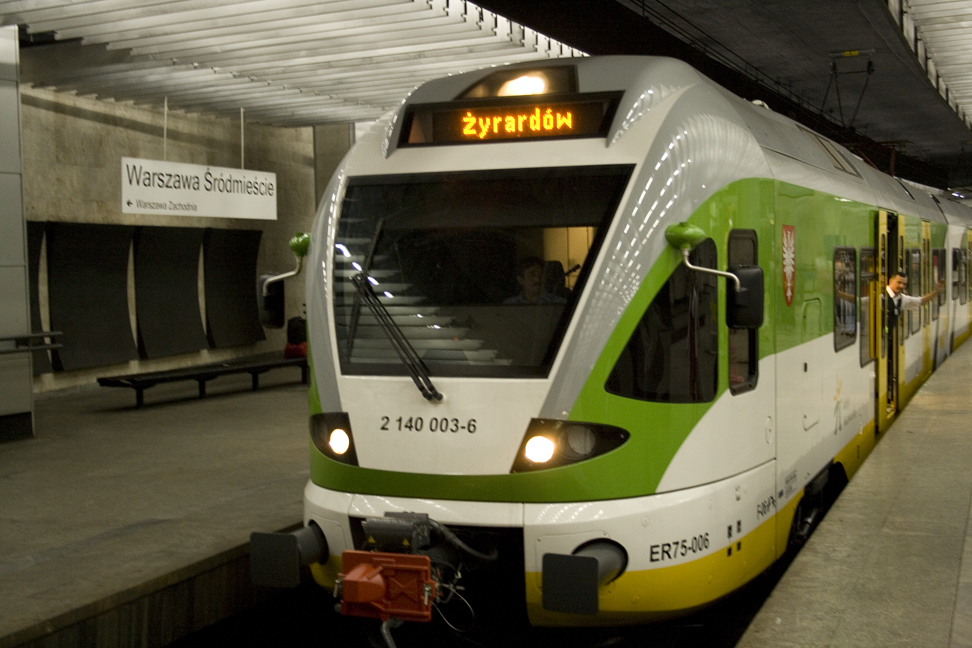
Exemple en Pologne, un train à Warszawa Śródmieście, montre au premier plan le code UIC mais avec une absence de marquage des premiers chiffres (pays et type à cause d'un usage local) – (94 51) 2 140 003-6, avec le numéro de série ici ER75-006.

Par le passé, chaque opérateur avait sa propre numérotation. Chaque engin se voyait attribué un numéro de route ou un numéro de service qui était parfois combiné avec un numéro de série. Par exemple les locomotives diesel et électriques de British Rail ont les deux premiers chiffres correspondant à la série et les autres le numéro de service, exemple 37 409.